# Peter Høj
Peter Bordier Høj, AC (* 29. April 1957 in Dänemark) ist ein dänisch-australischer Biochemiker und Hochschullehrer sowie seit 2012 Präsident und Vize-Kanzler der University of Queensland.

## Leben
Peter Høj studierte Chemie und Biochemie an der Universität Kopenhagen, erwarb einen M.Sc. in Biochemie und Genetik und einen Ph.D. mit einer Forschungsarbeit über die Photosynthese. Nach seiner Ankunft in Australien im Jahr 1987 arbeitete er zunächst als Dozent an der La Trobe University und als Professor für Weinbau und Önologie an der University of Adelaide. 1992 wurde Peter Høj mit der Boehringer-Mannheim-Medaille der Australischen Gesellschaft für Biochemie und Molekularbiologie ausgezeichnet, 2002 erhielt er von der Australischen Regierung die Centenary Medal für seine Verdienste um die Australische Gesellschaft durch seinen wissenschaftlichen Beitrag zum Weinbau.
Von 1997 bis 2004 war Peter Høj Managing Director des Australian Wine Research Institutes (AWRI) in Adelaide und von 2004 bis 2007 Chief Executive Officer des Australian Research Council. Von Juni 2007 bis Oktober 2012 wirkte Høj als Vizekanzler und Präsident der University of Adelaide. Am 8. Oktober 2012 trat er seine neue Stelle als Vizekanzler und Präsident der University of Queensland in Brisbane an.
Peter Høj ist Vizepräsident und Lead Vice Chancellor für Forschung von Universities Australia, Mitglied des Aufsichtsrats der Commonwealth Scientific and Industrial Research Organisation, Mitglied des Australian Qualification Framework Councils und des National Research Infrastructure Committee (NRIC), Fellow der Australian Academy of Technological Sciences and Engineering und Auswärtiges Mitglied der Königlich Dänischen Akademie der Wissenschaften. Zuvor war Høj Mitglied des Science, Engineering and Innovation Council (PMSEIC) des Premierministers von Australien, Mitglied des Australian Institute of Marine Science Council, des Cooperative Research Centres Committee und des National Collaborative Research Infrastructure Strategy Committee.

## Publikationen (in Auswahl)
- Peter Bordier Høj, Jørn Dalgaard Mikkelsen: Partial separation of individual enzyme activities of an ACP-dependent fatty acid synthetase from barley chloroplasts. In: Carlsberg Research Communications 1982,  47. Band, Ausgabe 2, S. 119ff.[4]
- Birger Lindberg Møller, Peter Bordier Høj: A thylakoid polypeptide involved in the reconstitution of photosynthetic oxygen evolution. In: Carlsberg Research Communications 1983,  48. Band, Ausgabe 3, S. 161ff.[5]
- Peter Bordier Høj, Ib Svendsen: Barley acyl carrier protein: Its amino acid sequence and assay using purified malonyl-CoA:ACP transacylase. In: Carlsberg Research Communications 1983,  48. Band, Ausgabe 4, S. 483ff.[6]
- Peter Bordier Høj et al.: Isolation and characterization of a (1 → 3)-β-glucan endohydrolase from germinating barley (Hordeum vulgare): amino acid sequence similarity with barley (1 → 3, 1 → 4)-β-glucanases. In: FEBS Letters 1988,  230. Band, Ausgabe 1–2, S. 67ff.[7]
- Peter Bordier Høj, Barbara Ann Halkier, Birger Lindberg Møller: Analysis of Isolated PS I Polypeptides for Acid Labile Sulfide. In: Progress in Photosynthesis Research Jahrgang 1987,  S. 53ff.[8]